# Goffredo Unger
Goffredo Unger (Oslo, 6 giugno 1933 – Roma, 16 giugno 2009) è stato un attore italiano.

## Filmografia

### Cinema
- Agi Murad, il diavolo bianco, regia di Riccardo Freda (1959)
- La schiava di Roma, regia di Sergio Grieco e Franco Prosperi (1961)
- Solo contro Roma, regia di Luciano Ricci (1962)
- Brenno il nemico di Roma, regia di Giacomo Gentilomo (1963)
- Sfida al re di Castiglia, regia di Ferdinando Baldi (1963)
- Il figlio del circo, regia di Sergio Grieco (1963)
- Maciste e la regina di Samar, regia di Giacomo Gentilomo (1964)
- Anthar l'invincibile, regia di Antonio Margheriti (1964)
- I giganti di Roma, regia di Antonio Margheriti (1964)
- Le spie uccidono a Beirut, regia di Luciano Martino (1965)
- A 077 - Sfida ai killers, regia di Antonio Margheriti (1966)
- Operazione Goldman, regia di Antonio Margheriti (1966)
- I diafanoidi vengono da Marte, regia di Antonio Margheriti (1966)
- Il pianeta errante, regia di Antonio Margheriti (1966)
- Un fiume di dollari, regia di Carlo Lizzani (1966)
- Black Box Affair - Il mondo trema, regia di Marcello Ciorciolini (1966)
- La spia che viene dal mare, regia di Lamberto Benvenuti (1966)
- La morte viene dal pianeta Aytin, regia di Antonio Margheriti (1967)
- L'uomo del colpo perfetto, regia di Aldo Florio (1967)
- Faccia a faccia, regia di Sergio Sollima (1967)
- Troppo per vivere... poco per morire, regia di Michele Lupo (1967)
- Joko - Invoca Dio... e muori, regia di Antonio Margheriti (1968)
- Uno dopo l'altro, regia di Nick Nostro (1968)
- Uno di più all'inferno, regia di Giovanni Fago (1968)
- Corri uomo corri, regia di Sergio Sollima (1968)
- Black Jack, regia di Gianfranco Baldanello (1968)
- 36 ore all'inferno, regia di Roberto Bianchi Montero (1969)
- La battaglia del deserto, regia di Mino Loy (1969)
- I Leopardi di Churchill, regia di Maurizio Pradeaux (1970)
- I lupi attaccano in branco (Hornets' Nest), regia di Phil Karlson e Franco Cirino (1970)
- L'oro dei bravados, regia di Giancarlo Romitelli (1970)
- Testa t'ammazzo, croce... sei morto - Mi chiamano Alleluja, regia di Giuliano Carnimeo (1971)
- Lo chiamavano King, regia di Giancarlo Romitelli (1971)
- Anda muchacho, spara!, regia di Aldo Florio (1971)
- Gli fumavano le Colt... lo chiamavano Camposanto, regia di Giuliano Carnimeo (1971)
- L'occhio del ragno, regia di Roberto Bianchi Montero (1971)
- Uomo avvisato mezzo ammazzato... parola di Spirito Santo, regia di Giuliano Carnimeo (1972)
- Terza ipotesi su un caso di perfetta strategia criminale, regia di Giuseppe Vari (1972)
- Jesse & Lester - Due fratelli in un posto chiamato Trinità, regia di Renzo Genta e Richard Harrison (1972)
- I due figli dei Trinità (I due figli di Trinità), regia di Osvaldo Civirani (1972)
- Il West ti va stretto, amico... è arrivato Alleluja, regia di Giuliano Carnimeo (1972)
- Los amigos, regia di Paolo Cavara (1973)
- Lo chiamavano Tresette... giocava sempre col morto, regia di Giuliano Carnimeo (1973)
- L'altra faccia del padrino, regia di Franco Prosperi (1973)
- Storia di karatè, pugni e fagioli, regia di Tonino Ricci (1973)
- Ci risiamo, vero Provvidenza?, regia di Alberto De Martino (1973)
- Dio, sei proprio un padreterno!, regia di Michele Lupo (1973)
- Pugni, pirati e karatè, regia di Joe D'Amato (1973)
- La badessa di Castro, regia di Armando Crispino (1974)
- Il ritorno di Zanna Bianca, regia di Lucio Fulci (1974)
- Il lupo dei mari, regia di Giuseppe Vari (1975)
- La polizia interviene: ordine di uccidere!, regia di Giuseppe Rosati (1975)
- Italia a mano armata, regia di Marino Girolami (1976)
- Panische Zeiten, regia di Peter Fratzscher e Udo Lindenberg (1980)
- Rosso sangue, regia di Joe D'Amato (1981)
- Comin' at Ya!, regia di Ferdinando Baldi (1981)
- Thunder, regia di Fabrizio De Angelis (1983)
- Rolf, regia di Mario Siciliano (1984)
- Shark - Rosso nell'oceano, regia di Lamberto Bava (1984)
- Un maledetto soldato, regia di Ted Kaplan (Ferdinando Baldi) (1988)
- M.D.C. - Maschera di cera, regia di Sergio Stivaletti (1997)

### Televisione
- Bekenntnisse des Hochstaplers Felix Krull – miniserie TV, episodio 1x02 (1982)